# شهرستان ساوک (ویسکانسین)
شهرستان ساوک، ویسکانسین (به انگلیسی: Sauk County, Wisconsin) یک سکونتگاه مسکونی در ایالات متحده آمریکا است که در ویسکانسین واقع شده‌است.

## خصوصیات
شهرستان ساوک ۲٬۱۹۸٫۹۱ کیلومترمربع مساحت دارد.